# Municipio de Honey Creek (condado de Howard)
El municipio de Honey Creek (en inglés: Honey Creek Township) es un municipio ubicado en el condado de Howard en el estado estadounidense de Indiana. En el año 2010 tenía una población de 2109 habitantes y una densidad poblacional de 55,33 personas por km².

## Geografía
El municipio de Honey Creek se encuentra ubicado en las coordenadas 40°24′26″N 86°16′4″O / 40.40722, -86.26778. Según la Oficina del Censo de los Estados Unidos, el municipio tiene una superficie total de 38.12 km², de la cual 38,12 km² corresponden a tierra firme y (0 %) 0 km² es agua.

## Demografía
Según el censo de 2010, había 2109 personas residiendo en el municipio de Honey Creek. La densidad de población era de 55,33 hab./km². De los 2109 habitantes, el municipio de Honey Creek estaba compuesto por el 98,29 % blancos, el 0,43 % eran afroamericanos, el 0,19 % eran amerindios, el 0,14 % eran asiáticos, el 0,24 % eran de otras razas y el 0,71 % eran de una mezcla de razas. Del total de la población el 1,04 % eran hispanos o latinos de cualquier raza.